# Webb County
Webb County är ett administrativt område i delstaten Texas, USA, med 250 304 invånare (2010). Den administrativa huvudorten (county seat) är Laredo.  

## Geografi
Enligt United States Census Bureau så har countyt en total area på 8 744 km². 8 695 av den arean är land och 49 km² är vatten.  

### Angränsande countyn
- Dimmit County - norr
- La Salle County - norr
- Duval County - öster
- Jim Hogg County - sydost
- Zapata County - söder
- Maverick County - nordväst
- Mexiko - väster, sydväst